# Genoa Cricket and Football Club 1955-1956
Questa voce raccoglie le informazioni riguardanti il Genoa Cricket and Football Club nelle competizioni ufficiali della stagione 1955-1956.

## Stagione
Nella stagione 1955-1956 il Genoa ha disputato il campionato di Serie A, con 33 punti in classifica ha ottenuto la nona piazza nel torneo che ha assegnato lo scudetto alla Fiorentina con 53 punti, nettamente davanti alla seconda classificata il Milan con 41 punti. Sono retrocessi in Serie B il Novara e La Pro Patria. La squadra rossoblù guidata in panchina da Renzo Magli ha avuto come miglior realizzatore Attilio Frizzi con quattordici reti, mentre Riccardo Carapellese ne ha realizzate undici.

## Divise
La maglia per le partite casalinghe presentava i colori rossoblù.

## Organigramma societario
Area direttiva
- Presidente: Comitati di Presidenza

Area tecnica
- Allenatore: Renzo Magli

## Rosa
| N. |                     | Ruolo | Calciatore            |
| -- | ------------------- | ----- | --------------------- |
|    | Italia (bandiera)   | P     | Angelo Franzosi       |
|    | Italia (bandiera)   | P     | Renato Gandolfi       |
|    | Italia (bandiera)   | P     | Enrico Gualazzi       |
|    | Italia (bandiera)   | D     | Fosco Becattini       |
|    | Italia (bandiera)   | D     | Ennio Cardoni         |
|    | Italia (bandiera)   | D     | Pier Ugo Melandri     |
|    | Italia (bandiera)   | C     | Rino Carlini          |
|    | Italia (bandiera)   | C     | Adriano Corrente      |
|    | Italia (bandiera)   | C     | Benedetto De Angelis  |
|    | Italia (bandiera)   | C     | Luciano Delfino       |
|    | Norvegia (bandiera) | C     | Ragnar Nikolai Larsen |

| N. |                    | Ruolo | Calciatore           |
| -- | ------------------ | ----- | -------------------- |
|    | Italia (bandiera)  | C     | Paolo Pestrin        |
|    | Italia (bandiera)  | C     | Silvano Pravisano    |
|    | Italia (bandiera)  | A     | Riccardo Carapellese |
|    | Italia (bandiera)  | A     | Antonio Corso        |
|    | Brasile (bandiera) | A     | Mario Di Pietro      |
|    | Italia (bandiera)  | A     | Claudio Ferrari      |
|    | Italia (bandiera)  | A     | Ivan Firotto         |
|    | Italia (bandiera)  | A     | Fulvio Fonda         |
|    | Italia (bandiera)  | A     | Attilio Frizzi       |
|    | Svezia (bandiera)  | A     | Gunnar Gren          |
|    | Italia (bandiera)  | A     | Vieri Magli          |

## Risultati

### Serie A

#### Girone di andata
| Arbitro: | Pieri (Trieste) |

|                                                |           |                   |
| Pivatelli 55’, 63’, 72’ Domenico La Forgia 86’ | Marcatori | 81’ (rig.) Frizzi |

| Arbitro: | Liverani (Torino) |

|                            |           |                               |
| Firotto 30’, 47’ Fonda 60’ | Marcatori | 40’, 46’ Nyers 68’ Pandolfini |

| Arbitro: | Guarnaschelli (Pavia) |

|                           |           |            |
| Amadei 66’ Ciccarelli 89’ | Marcatori | 78’ Frizzi |

| Arbitro: | Lo Bello (Siracusa) |

|                               |           |              |
| Frizzi 37’ (rig.) Firotto 78’ | Marcatori | 30’ Bassetto |

| Arbitro: | Marchese (Napoli) |

|                              |           |            |
| Agnoletto 19’ Stivanello 65’ | Marcatori | 51’ Frizzi |

| Arbitro: | Pieri (Trieste) |

|                    |           |                   |
| Di Pietro 31’, 44’ | Marcatori | 47’ (rig.) Tortul |

| Arbitro: | Rigato (Mestre) |

|           |           |  |
| Toros 49’ | Marcatori |  |

| Arbitro: | Orlandini (Roma) |

|                                              |           |           |
| Pestrin 3’ Frizzi 69’ (rig.) Carapellese 82’ | Marcatori | 78’ Valli |

| Arbitro: | Bernardi (Bologna) |

|               |           |  |
| Boniperti 30’ | Marcatori |  |

| Arbitro: | Marchetti (Milano) |

|                          |           |           |
| Miglioli 45’ Manente 84’ | Marcatori | 56’ Corso |

| Arbitro: | Orlandini (Roma) |

|                                               |           |               |
| Carapellese 37’ Frizzi 50’ (rig.) Pestrin 53’ | Marcatori | 27’ Cazzaniga |

| Arbitro: | Jonni (Macerata) |

|                                                 |           |                                       |
| Corso 34’ Frizzi 65’ (rig.) 72’ Carapellese 87’ | Marcatori | 13’ Skoglund 59’ Nesti 63’ Vonlanthen |

| Arbitro: | Perego (Milano) |

|                             |           |  |
| Lucentini 40’ Brighenti 47’ | Marcatori |  |

| Arbitro: | Campanati (Milano) |

|                           |           |  |
| De Angelis 49’ Frizzi 90’ | Marcatori |  |

| Arbitro: | Liverani (Torino) |

|                                  |           |                              |
| Carapellese 37’, 43’ Pestrin 55’ | Marcatori | 5’, 19’ Bettini 42’ Olivieri |

| Arbitro: | Moriconi (Roma) |

|             |           |  |
| Novelli 16’ | Marcatori |  |

| Arbitro: | Orlandini (Roma) |

|                                             |           |             |
| Virgili 41’ Cervato 61’ (rig.) Montuori 71’ | Marcatori | 69’ Pestrin |

#### Girone di ritorno
| Arbitro: | Marchetti (Milano) |

|                |           |               |
| Corso 54’, 72’ | Marcatori | 16’ Pivatelli |

| Arbitro: | Rigato (Mestre) |

|                            |           |  |
| Ghiggia 11’ Pandolfini 81’ | Marcatori |  |

| Arbitro: | Guarnaschelli (Pavia) |

|                                     |           |            |
| Gren 14’ Carapellese 16’ Frizzi 53’ | Marcatori | 86’ Vitali |

| Arbitro: | Menchini (Udine) |

|                                   |           |                       |
| Bassetto 36’ (rig.) Annovazzi 46’ | Marcatori | 60’ Corso 67’ Pestrin |

| Genova 11 marzo 1956 22ª giornata | Genoa             | 0 – 0 | Padova | Stadio Luigi Ferraris\| Arbitro: \| Marchese (Napoli) \| |
| Arbitro:                          | Marchese (Napoli) |       |        |                                                          |

| Genova 18 marzo 1956 23ª giornata | Sampdoria             | 0 – 0 | Genoa | Stadio Luigi Ferraris\| Arbitro: \| Piemonte (Monfalcone) \| |
| Arbitro:                          | Piemonte (Monfalcone) |       |       |                                                              |

| Arbitro: | Menchini (Udine) |

|                                         |           |  |
| Cardoni 68’ Carapellese 82’ Pestrin 88’ | Marcatori |  |

| Arbitro: | Rigato (Mestre) |

|                                             |           |                 |
| Delfino 1’ (aut.) 22’ (aut.) Schiaffino 53’ | Marcatori | 74’, 76’ Frizzi |

| Genova 8 aprile 1956 26ª giornata | Genoa        | 0 – 0 | Juventus | Stadio Luigi Ferraris\| Arbitro: \| Coppa (Como) \| |
| Arbitro:                          | Coppa (Como) |       |          |                                                     |

| Arbitro: | Guarnaschelli (Pavia) |

|                           |           |                              |
| Frizzi 5’ Carapellese 62’ | Marcatori | 4’ Miglioli 90’ (rig.) David |

| Arbitro: | Jonni (Macerata) |

|                          |           |                      |
| Antoniotti 60’ Bacci 75’ | Marcatori | 35’, 65’ Carapellese |

| Arbitro: | Rigato (Mestre) |

|                               |           |  |
| Skoglund 15’ Lorenzi 61’, 87’ | Marcatori |  |

| Arbitro: | Righi (Milano) |

|             |           |  |
| Firotto 45’ | Marcatori |  |

| Arbitro: | Marchetti (Milano) |

|            |           |                             |
| Renica 46’ | Marcatori | 58’ Corso 85’ (aut.) Feccia |

| Arbitro: | Campanati (Milano) |

|                                     |           |  |
| De Angelis 55’ (aut.) Selmosson 90’ | Marcatori |  |

| Arbitro: | Menchini (Udine) |

|                  |           |                   |
| Morin 80’ (aut.) | Marcatori | 66’ (rig.) Vinyei |

| Arbitro: | Jonni (Macerata) |

|                                            |           |             |
| Gren 74’ (rig.) Frizzi 85’ Carapellese 90’ | Marcatori | 24’ Gratton |

## Statistiche

### Statistiche di squadra
| Competizione | Punti | In casa | In casa | In casa | In casa | In casa | In casa | In trasferta | In trasferta | In trasferta | In trasferta | In trasferta | In trasferta | Totale | Totale | Totale | Totale | Totale | Totale | DR |
| Competizione | Punti | G       | V       | N       | P       | Gf      | Gs      | G            | V            | N            | P            | Gf           | Gs           | G      | V      | N      | P      | Gf     | Gs     | DR |
| ------------ | ----- | ------- | ------- | ------- | ------- | ------- | ------- | ------------ | ------------ | ------------ | ------------ | ------------ | ------------ | ------ | ------ | ------ | ------ | ------ | ------ | -- |
| Serie A      | 33    | 17      | 11      | 6       | 0       | 37      | 19      | 17           | 1            | 3            | 13           | 13           | 33           | 34     | 12     | 9      | 13     | 50     | 52     | -2 |

### Statistiche dei giocatori
| Giocatore      | Serie A  | Serie A |
| Giocatore      | Presenze | Reti    |
| -------------- | -------- | ------- |
| F. Becattini   | 23       | 0       |
| R. Carapellese | 29       | 11      |
| E. Cardoni     | 34       | 1       |
| R. Carlini     | 24       | 0       |
| A. Corrente    | 2        | 0       |
| A. Corso       | 25       | 6       |
| B. De Angelis  | 26       | 1       |
| L. Delfino     | 20       | 0       |
| M. Di Pietro   | 8        | 2       |
| C. Ferrari     | 1        | 0       |
| I. Firotto     | 11       | 4       |
| F. Fonda       | 8        | 1       |
| A. Franzosi    | 1        | -4      |
| A. Frizzi      | 33       | 14      |
| R. Gandolfi    | 33       | -48     |
| G. Gren        | 29       | 2       |
| R. Larsen      | 32       | 0       |
| P. Pestrin     | 28       | 6       |
| S. Pravisano   | 7        | 0       |